# Werenoi
Werenoi, de nom real: Jérémy Bana Owona, (Seine-et-Marne, 30 de gener de 1993 — París, 17 de maig de 2025) va ser un raper francès. Va créixer a Montreuil i era fill de pares camerunesos.
Va iniciar la seva trajectòria musical l’any 2021 amb la cançó «Guadalajara», sota el nom artístic de We Renoi. Va assolir un gran èxit comercial amb els àlbums Carré (2023) i Pyramide (2024), i el seu últim disc, Diamant noir (2025), va liderar les llistes de vendes.
El 2023 va actuar al festival de jazz de Montreux i el 2024 va omplir el pavelló de Bercy, a París. Va rebre el premi al raper de l’any a la cerimònia de Les Flammes de 2024. Malgrat la seva popularitat, mantenia un perfil discret i no concedia entrevistes. Tot i abordar temes habituals del gènere —com la vida al carrer, l’entorn marginal o els cotxes de luxe—, la seva música destacava per un to melòdic i un ús moderat de l’auto-tune. Va fundar el segell PGP Records i va col·laborar amb artistes com Gims, Ninho, Aya Nakamura, Lil Tjay i Gunna.
Va morir sobtadament als 31 anys en un hospital de París, en circumstàncies que no es van fer públiques. La seva cançó «Piano», publicada l’1 de maig de 2025, era una de les més escoltades a França el dia del seu traspàs.